# شهرستان لو روشه-پرسه
شهرستان لو روشه-پرسه (به انگلیسی: Le Rocher-Percé Regional County Municipality) یک منطقهٔ مسکونی در کانادا است که در Gaspésie–Îles-de-la-Madeleine واقع شده‌است. شهرستان لو روشه-پرسه ۳٬۲۴۹٫۲۰ کیلومتر مربع مساحت و ۱۷٬۹۷۹ نفر جمعیت دارد.